# Симон (митрополит московски)
Митрополит Симон (? - 28. јануар 1512, Москва) био је митрополит московскии и целе Русије од 22. септембра 1495. до 30. априла 1511. године.

## Биографија
Од 1490. године био је игуман Тројице-Сергијевог манастира.
За митрополита московског изабран је 22. септембра 1495. године, након што је митрополит Зосима, вољом великог кнеза, уклонио више руских епископа.
Док је Симон био митрополит више пута је сазивао саборе ради решавања питања црквеног живота. Сабор из 1503. бавио се питањима дисциплинске природе. Разматрана су питања именовања дужности и "свештеника удовица". Заједно са другим архијерејима успротивио се плановима великог кнеза Ивана III да секуларизује црквену земљу. На Сабору новембра 1504. јерес јудаизоваца је коначно осуђена. На Сабору у јулу 1509. године великоновгородски архиепископ Серапион, који је очигледно имао лично непријатељске односе са митрополитом, осуђен је, разрешен управе епархијом и прогнан у манастир Андроников.
1505. венчао је Василија Ивановича са Соломонијом Сабуровом.
30. априла 1511. године напустио је Митрополију.
Преминуо 28. јануара 1512. године. Сахрањен је у манастиру Чудов. Његове мошти се налазе у московском Успенском храму.
Остала су два његова поучна писма  написана 22. августа 1501. године, у којима се обраћа свештенству, свим православним хришћанима и новокрштенима.